# Ippodamia (moglie di Piritoo)

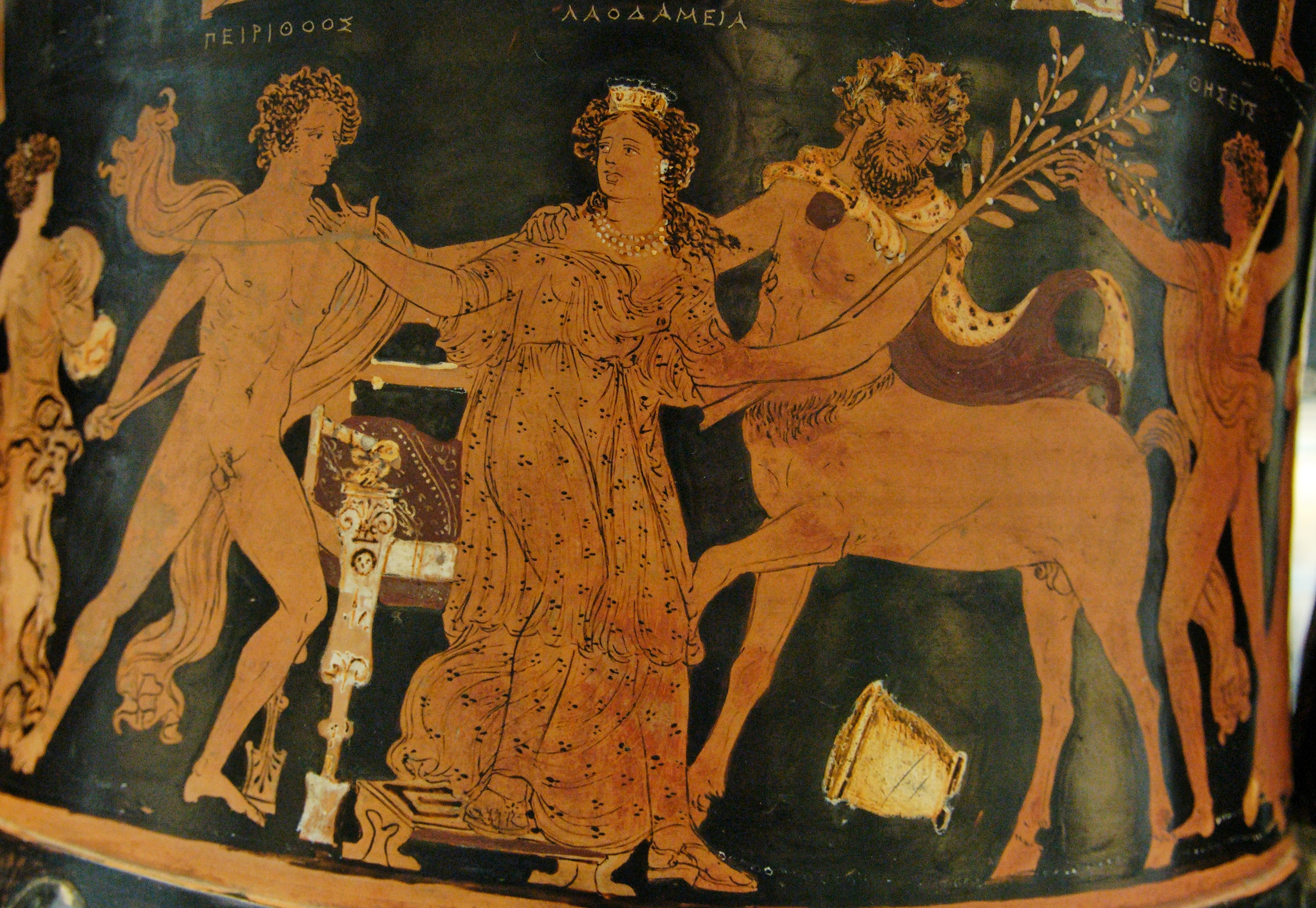
Un centauro cerca di rapire Ippodamia (sul vaso chiamata Laodamia), mentre Piritoo e Teseo resistono per difenderla. Dettaglio da un cratere apulo a figure rosse, ca. 350-240 a.C., Londra, British Museum.

Ippodamia è un personaggio della mitologia greca figlia di Atrace, o di Bute o di Adrasto, re di Argo, e di Demonassa.

## Il mito
Ippodamia andò in sposa a Piritoo, figlio di Issione re dei Lapiti. In occasione del suo matrimonio i Centauri, che erano tra gli invitati, finirono in preda all'alcool e infransero le regole della xenia, l'ospitalità presso il mondo greco. Essi, cercarono di rapire la sposa e di molestare le donne dei Lapiti, scatenando la violenta reazione di questi ultimi, coadiuvati da Teseo, anch'egli tra gli invitati. La rissa degenerò in una guerra fra il popolo dei Lapiti e quello dei Centauri, un evento che va sotto il nome di Centauromachia. I Centauri furono sconfitti grazie all'aiuto determinante che Teseo prestò a Piritoo.